# Aleksandr Łodygin

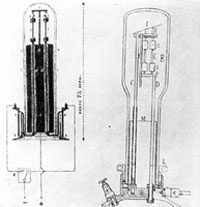
Żarówka Łodygina

Aleksandr Nikołajewicz Łodygin, ros. Александр Николаевич Лодыгин (ur. 1847, zm. marzec 1923 na Brooklynie) – rosyjski elektrotechnik i wynalazca. Od 1916 mieszkał na stałe w Stanach Zjednoczonych.
Pochodził z dworiaństwa guberni tambowskiej. Kolejno ukończył Korpus Kadetów w Woroneżu (1865) oraz Aleksiejewską Szkołę Wojskową w Moskwie (1868). Po przejściu do rezerwy studiował fizykę, chemię i mechanikę na Instytucie Technologicznym w Petersburgu. 
Do jego sukcesów należy zbudowanie w 1872 żarówki z żarnikiem w postaci pręcika węglowego. W 1874 za ten wynalazek Łodygin otrzymał nagrodę od Petersburskiej Akademii Nauk. W tym samym roku przyznano mu także patent nr 1619.
W późniejszym okresie kontynuował prace na udoskonaleniem swojej żarówki. W 1890 zastosował w żarówce żarnik wolframowy. Do jego innych wynalazków należą liczne nowatorskie urządzenia elektryczne, między innymi grzejniki, aparat oddechowy dla nurków (akwalung), w którym tlen był otrzymywany przez elektrolizę wody, a także piece elektryczne do topienia metali.